# Pompelmus
Pompelmus (uttal: /'pɔmpəlmʉ:s/; Citrus maxima, syn. C. grandis) är ett upp till 15 meter högt träd inom familjen vinruteväxter. Det förekommer naturligt i Sydostasien och odlas där liksom i tropiska och subtropiska delar av Nord- och Centralamerika. Den stora frukten har grönt eller gröngult skal och ljusgult fruktkött, som till skillnad från korsningsprodukten grapefrukt är sött.
USA är idag största producent av pompelmusfrukter, följt av Kina och Mexiko. Både stor- och mindre storfruktiga varieteter förekommer i den svenska dagligvaruhandeln, under namn som honungspomelo eller pomelo (efter engelskans ord för frukten).

## Etymologi
Ordet pompelmus kommer från tamilskans pampa limāsu (பம்பரமாசு), som även gett upphov till fruktens namn på nederländska, tyska och franska. På engelska kallas frukten 'pomelo', vilket även spritt sig till svenska livsmedelsbutikers fruktdiskar.

## Beskrivning
Pompelmusträdet är ett upp till 15 meter högt, tornigt träd. Dess stora, mörkgröna blad har skaft med breda vingar. De väldoftande blommorna har vit eller något rödaktig färgton, är upp till 7 centimeter stora och försedda med körtelprickar. Blommorna sitter flera tillsammans, men ofta sker utveckling av bara en eller några enstaka av blommorna i en blomsamling.

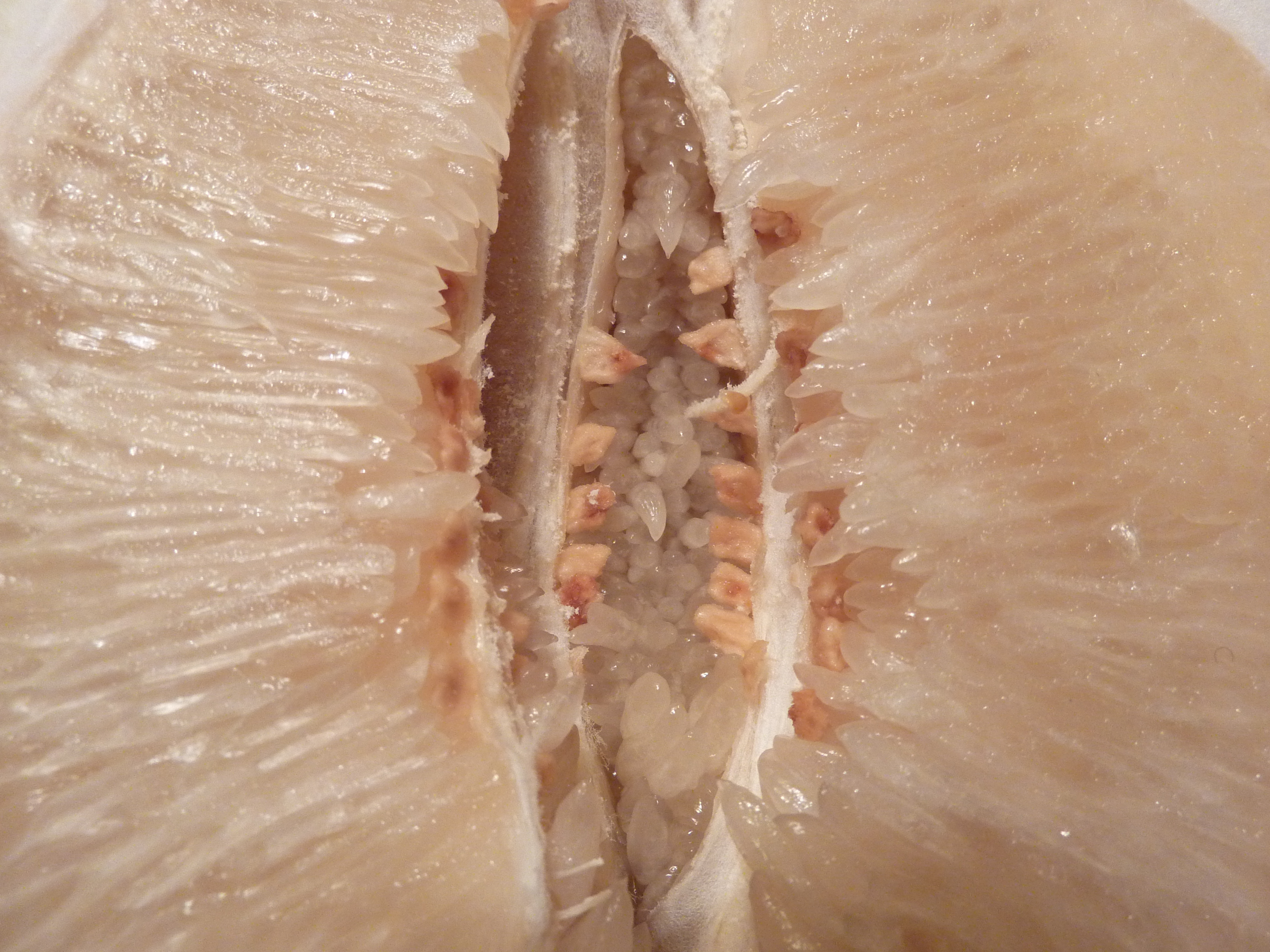
Närbild på fruktköttet med de tjocka hinnorna runt klyftorna.

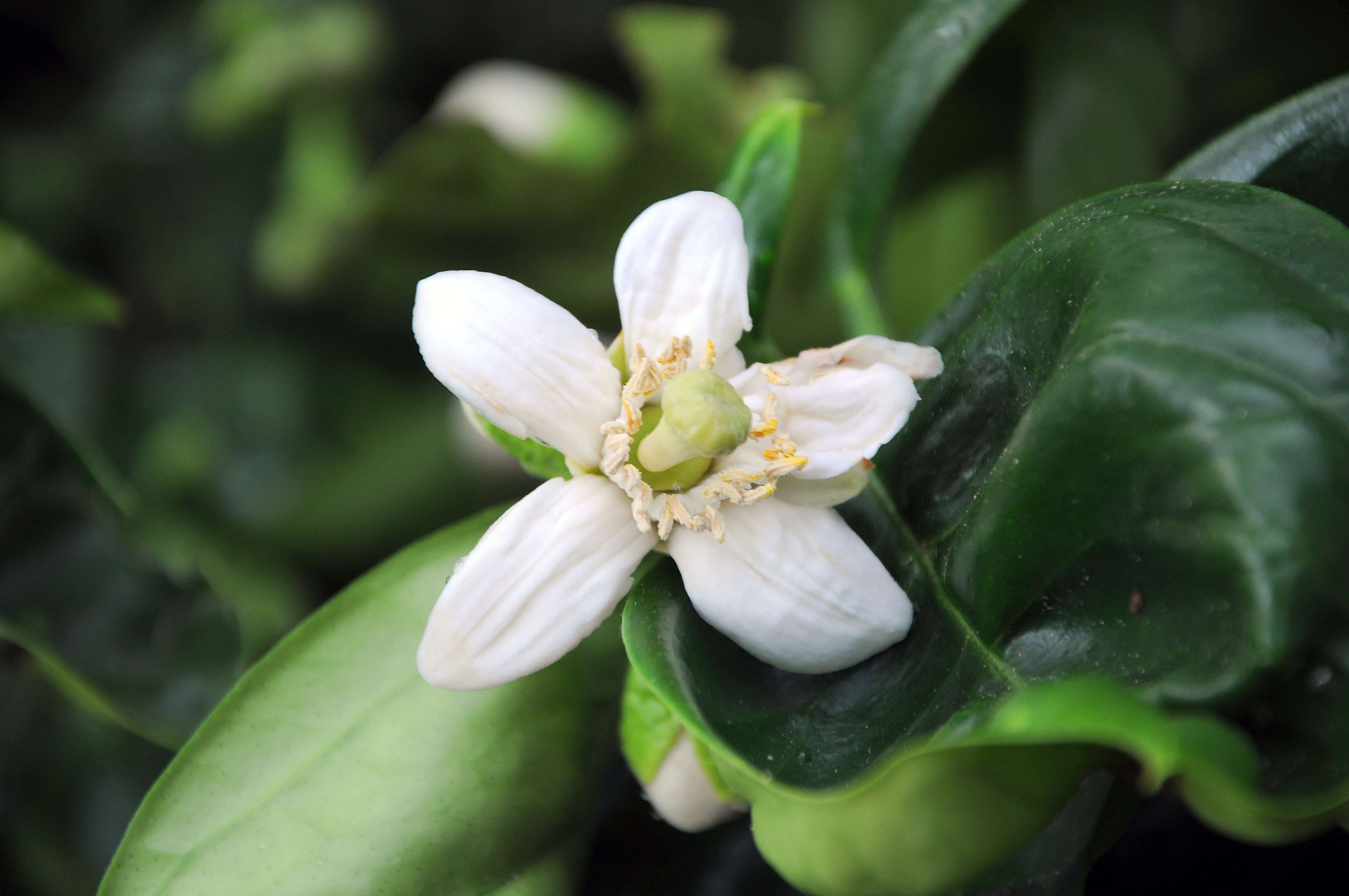
Pompelmusträdets blomma.

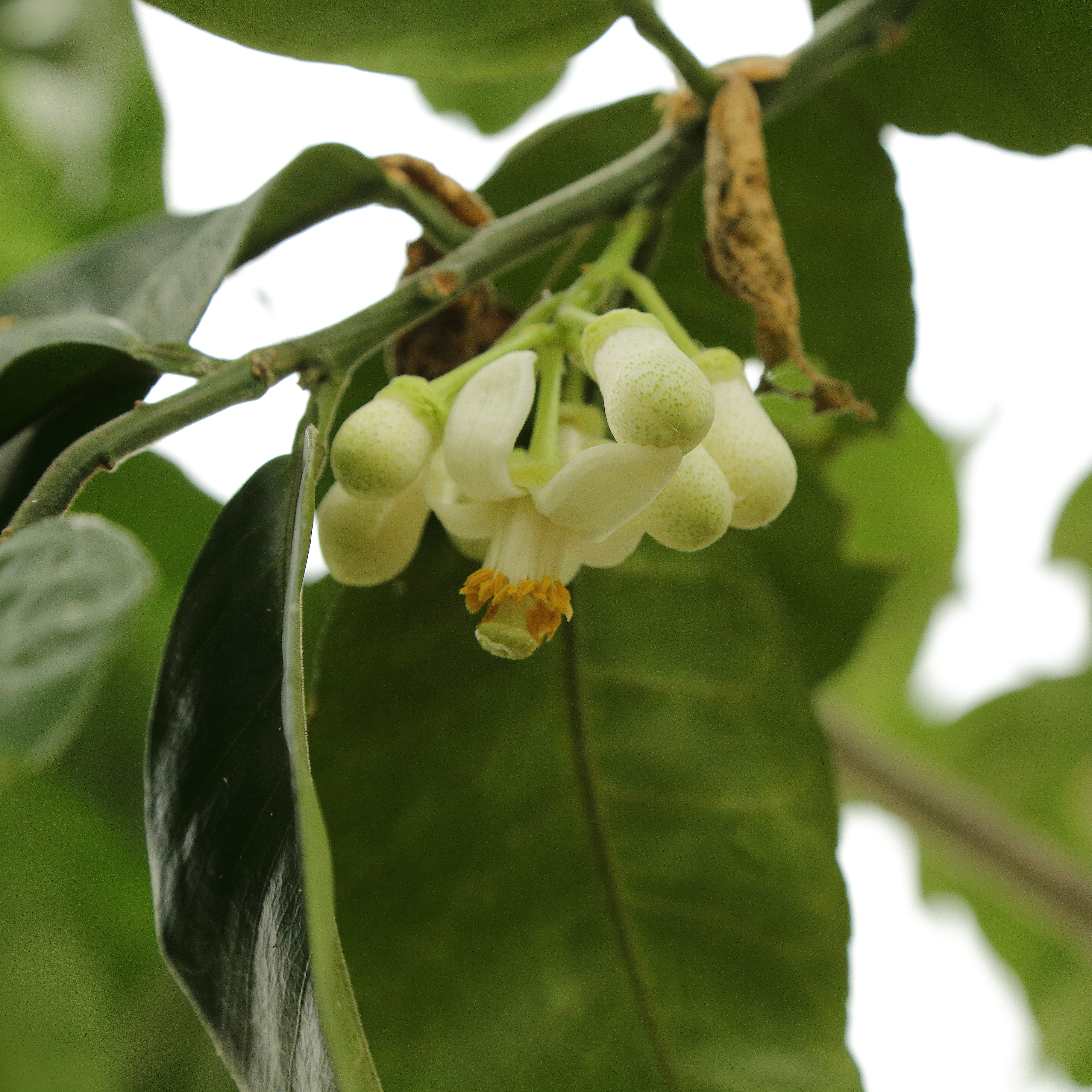
Fruktanlag runt en utblommad blomsamling.

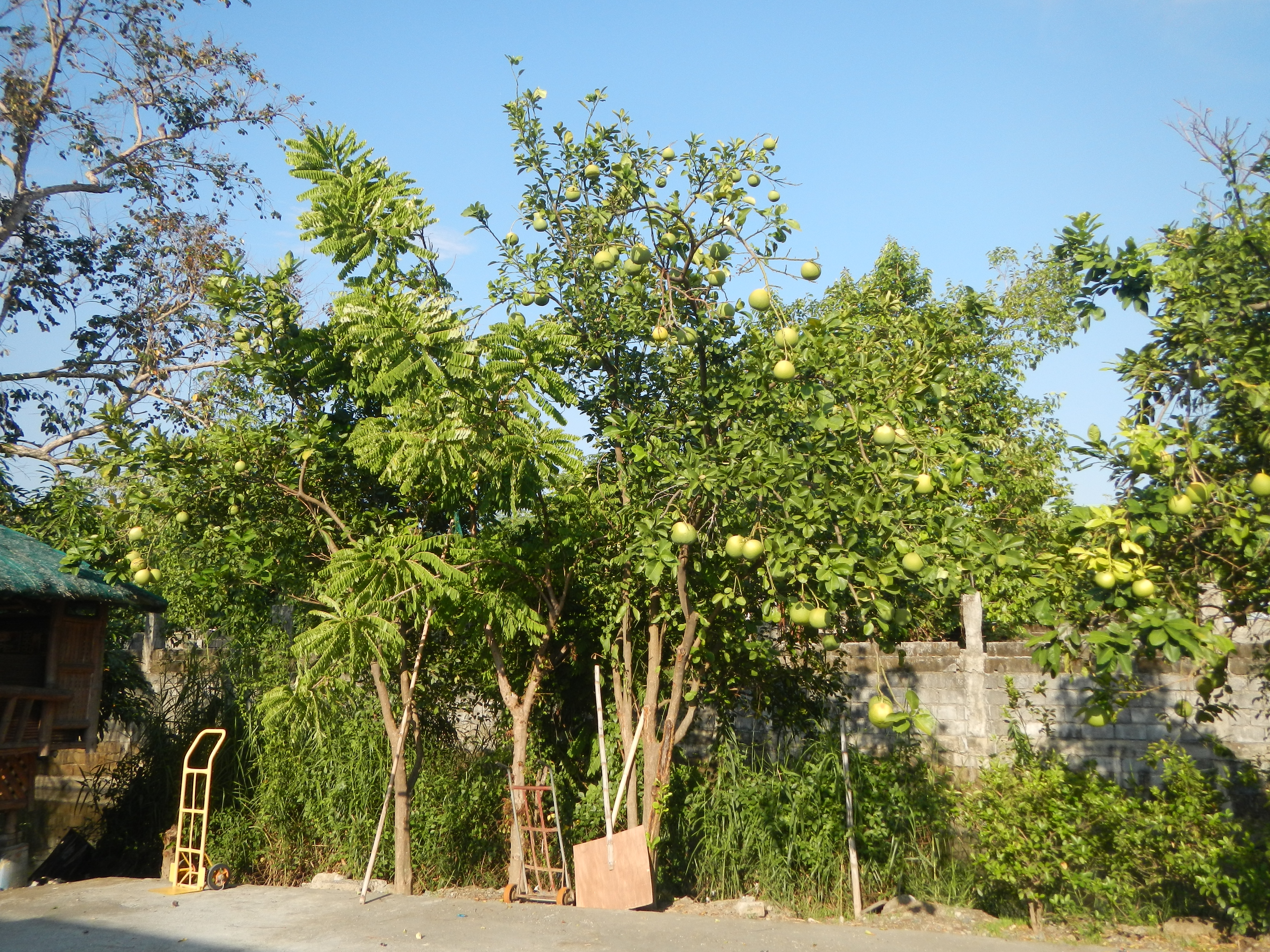
Pompelmusträd med utvecklad frukt, i Filippinerna.

Trädets frukt är den största citrusfrukten. Till formen är den antingen klotrund eller – oftare – bred men päronformig. Frukten är upp till 30 centimeter stor, vilket motsvarar en vikt på upp till över 3 kilogram. Ett rekordexemplar visades 28 januari 2005 upp av Seiji Sonodo på Banpeiyu-tävlingen i Kumamoto i Japan; vikten var 4,86 kg. Standardvarianten är dock ofta kring 1 kg tung.
Det mycket tjocka skalet har – liksom blomman – tydliga körtelprickar.
Fruktköttet är i regel gulrosa, men vissa varianter har rött fruktkött. Under skalet består frukten av 10–14 klyftor, omgivna av sega hinnor. Smaken hos fruktköttet är söt eller något fadd, medan klyftornas hinnor är bittra. Både hinnorna och det mjuka, tjocka skalet kan relativt lätt plockas bort vid konsumtion; utan sina hinnor faller de saftiga frukttrådarna isär.
Smaken hos fruktköttet påminner om grapefrukt men är – utöver klyftornas hinnor – i stort sett utan dess bitterhet. Frukten är saftig och sötsyrlig. Den äts företrädesvis färsk, som juice eller som marmelad. Den används även i frukt- eller skaldjurssallad. Pektin kan utvinnas ur frukten, och skalet kan fungera som smaksättare av såser, grytor eller brännvin.
Fruktköttet äts som frukt, och smaken påminner om grapefrukt men är mildare. Klyftornas membran plockas dock ofta bort, eftersom de är sega och ofta bittra i smaken. Frukten har en hög halt av både vitamin A och vitamin C.
Det tjocka skalet kan användas i marmeladtillverkning eller i kinesisk matlagning.

## Ursprung och varieteter
Pompelmusträdet växer vilt i Sydostasien, och möjligen är Malaysia och Indonesien artens ursprungsmiljö.
Det är ett av få odlade träd ur citrussläktet som inte har utvecklats genom hybridisering. Artgruppen storcitrus är dock resultatet av olika korsningar – över en tidsrymd av flera tusen år – mellan pompelmus och småcitrus. Exempel på storcitrusarter är apelsin, pomerans och grapefrukt. Andra källor anger att grapefrukten tagits fram i korsning mellan pompelmus och apelsin. 
Genom DNA–studier har det konstaterats att dagens olika odlade citrusformer nästan alla går tillbaka till tre vildväxande arter:
- Pompelmus
- Småcitrus
- Suckatcitron

De två förstnämnda räknas numera som förfäder till pomerans, apelsin, grapefrukt, chinotto och limett. En av de framkorsade hybriderna anses via korsning med suckatcitron ha gett upphov till citron. Föräldraskapen med pompelmus inkluderar:
- Apelsin (Citrus ×aurantium, Sinensis-gruppen)
- Chinotto (Citrus ×aurantium, Myrtifolia-gruppen; även såld som krukväxt[9])
- Grapefrukt (Citrus ×aurantium, Paradisi-gruppen; av apelsin och pompelmus;[10] alternativt genom mutation hos pompelmus[11])
- Limett (Citrus ×aurantium, Limetta-gruppen; "sötcitron"; av grapefrukt och pompelmus[12])
- Pomerans (av mandarin – en variant av småcitrus – och pompelmus)[13]

I odlad form har pompelmusträdet spritts till tropiska och subtropiska delar av Asien och runt Stilla havets övärld, liksom i sydliga delar (Kalifornien och Florida) av USA. Redan på 1600-talet kom den till Västindien (enligt legenden av en viss kapten Shaddock). Där har senare avelsarbete – eventuellt genom hybridisering med andra citrusvarianter – bland annat lett fram till grapefrukt.
Pompelmus fördes till Kina redan det sista århundradet f.Kr, och frukten/trädet har en viktig roll bland annat i det kinesiska nyårsfirandet.

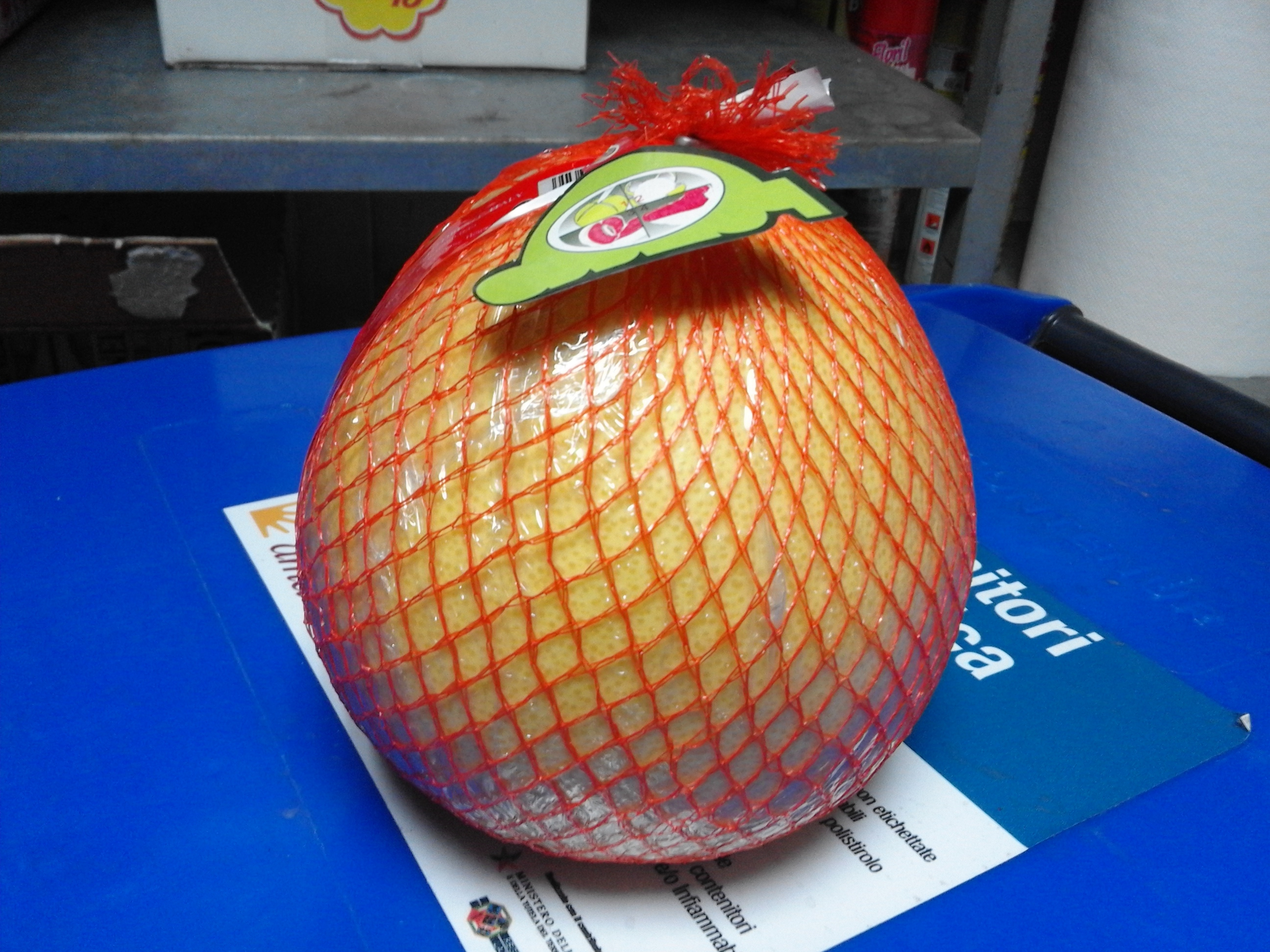
'Honungspomelo' saluförs ofta i nät.

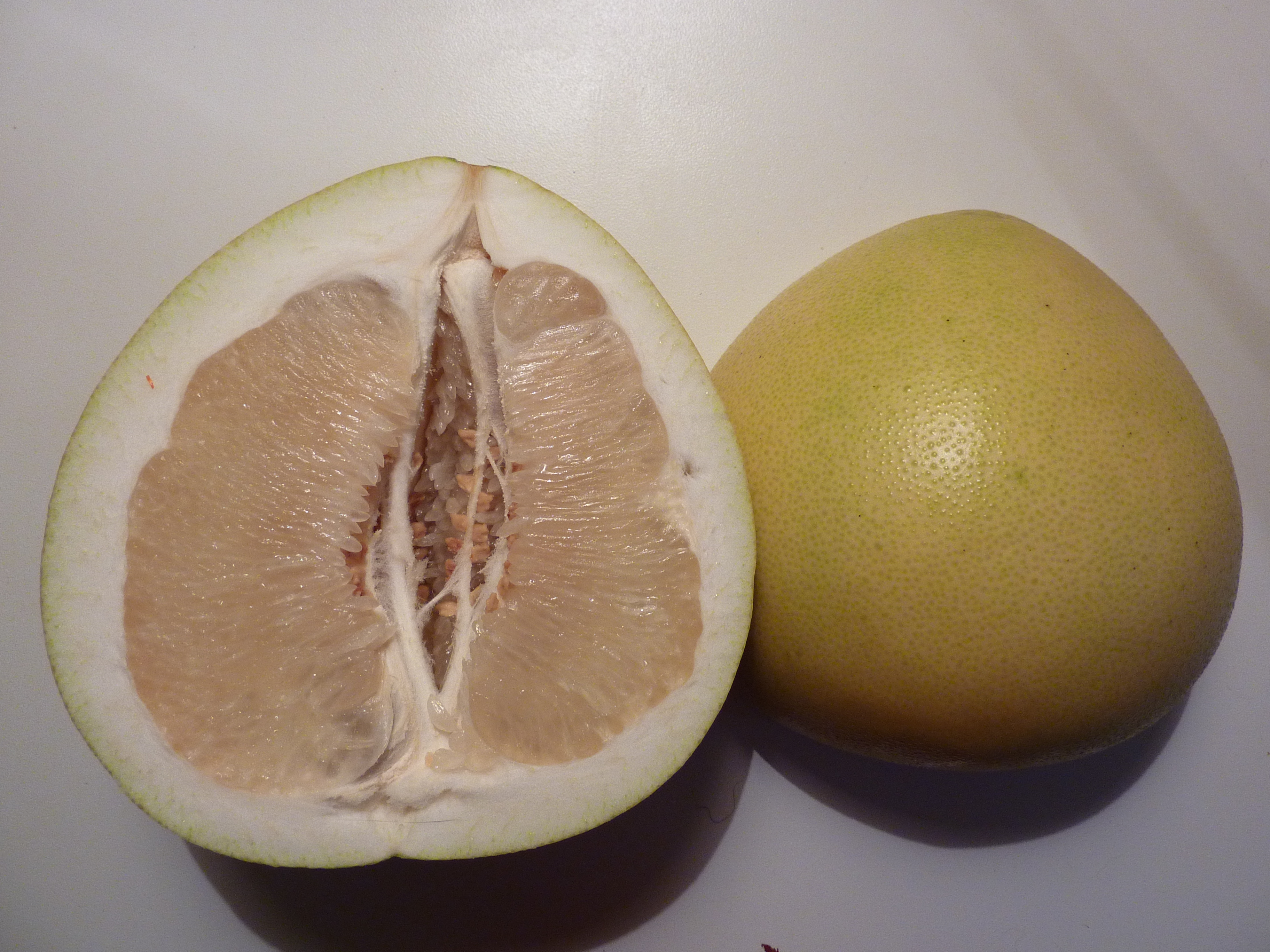
'Honungspomelo', eventuellt samma som den kinesiska 'Honey'-varianten från Pinghe.

### Pomelo och honungspomelo
I livsmedelshandeln i bland annat Sverige finns i första hand två olika varianter av frukten till försäljning. Det rör sig dels av små frukter på cirka en decimeters diameter, vilka säljs under namnet pomelo (efter artens namn på engelska). Dessutom saluförs en storfruktig och gulskalig variant under namnet honungspomelo (ibland även den uppmärkt som pomelo)

### Pompelmus, pomelo och grapefrukt (enligt Lotte Möller)
Enligt boken Citron av Lotte Möller (Albert Bonniers Förlag, 1997) föreligger en inte oväsentlig skillnad mellan "pompelmus" och "pomelo"; det rör sig enligt henne inte alls om samma frukt med olika benämning. "Pomelo" ska vara en korsning mellan pompelmus och grapefrukt och ursprungligen utvecklad i Israel, på samma sätt som Sharonfrukt är en israelisk variant av den kinesiska frukten kaki/persimon.
Möller berättar sålunda om pompelmusen, Citrus grandis:
"Pompelmusen är den mest tropiska av alla citrusfrukter. En del botaniker tror att den kommit från Indonesien, Malaysia eller Nya Guinea. Andra menar att den är av sydkinesiskt ursprung. Tillsammans med apelsinen är den omnämnd i Shu-Ching från 500-talet f.Kr. På engelska kallas den shaddock efter en skotsk sjökapten som tog den till Barbados på 1600-talet.
"Frukterna är ibland runda, ibland päron- eller äggformade, och mycket stora. Vanligen väger de 1-3 kilo, men de kan väga ända upp till 10 kilo och vara över en halv meter i diameter. Skalet är tjockt och beroende av sorten gult, brandgult eller rödaktigt. Grönprickigheten som är typisk för pompelmusen orsakas av oljekörtlarna i skalet. Fruktköttets smak varierar från milt till mycket syrligt. Pompelmusen är oerhört uppskattad som dessertfrukt i Fjärran Östern men praktiskt taget okänd i väst. Den så kallade 'pomelo', som ibland finns i handeln, är en israelisk korsning mellan pompelmus och grapefrukt."

### Andra teorier och varianter
Återkorsningar vid University of California mellan pompelmus och vit grapefrukt har lett till pomelit (engelska: sweetie) och oroblanko. Den förstnämnda varianten har tjockt, grönt skal, liknar i övrigt grapefrukt men är sötare. Den gröna färgen gjorde den svårsåld på USA-marknaden, men den odlas numera mestadels i Israel där den avvikande färgen använts i marknadsföringen. Oroblanko är en gulskalig vidareutveckling av sweetie; smak och skal i övrigt är som hos (småfruktig) pompelmus.
Nedan listas ett antal olika (odlade) varieteter av pompelmus:

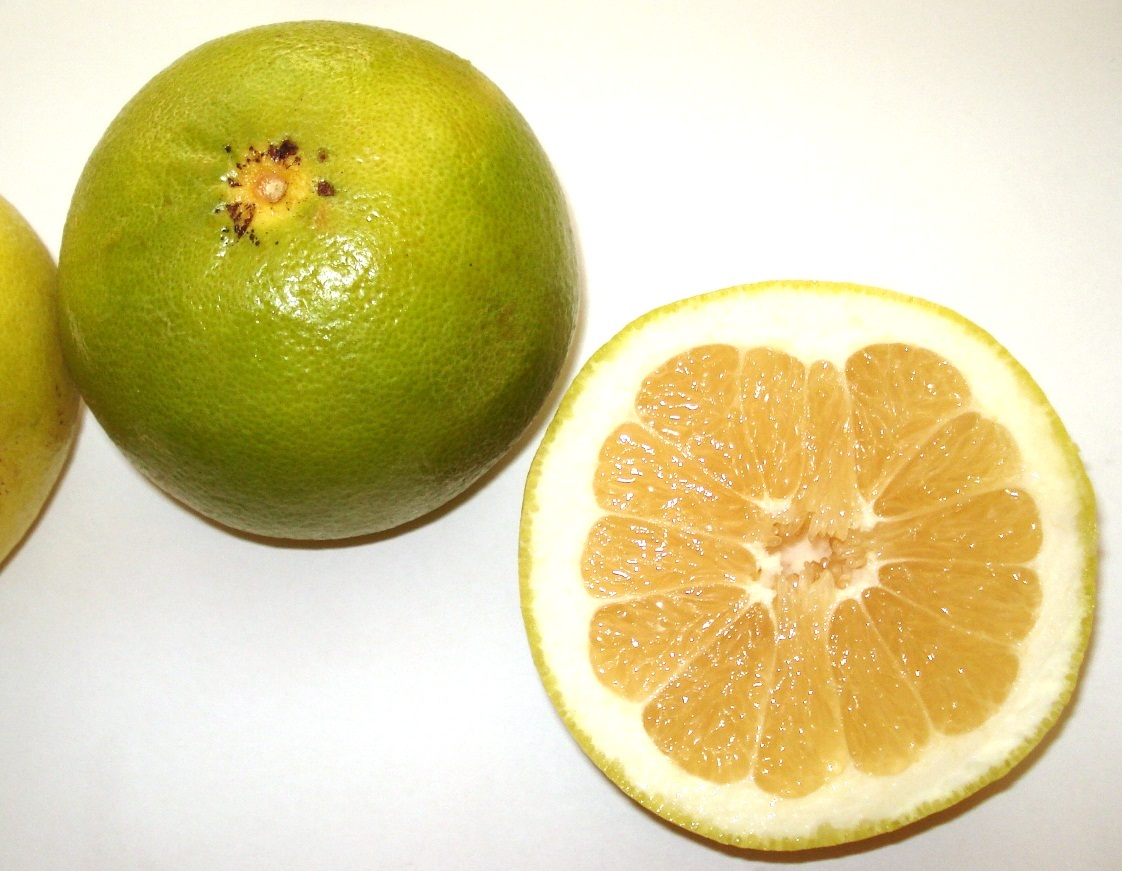
Varieteten 'oroblanko'.

- Citrus grandis (L.) Osbeck – den mest storfruktiga varianten (jämför "honungspomelo")
- Citrus grandis 'Tahitian' ('Moanalua') – spreds från Borneo till Tahiti och introducerades senare på Hawaii
- Citrus grandis 'Thong Dee' ('Khao Thongdi', 'Golden') – från Thailand
- Citrus grandis 'Siamese Sweet' – från Thailand
- Citrus grandis 'Cocktail' – korsning mellan 'Siamese Sweet' och mandarin, framtagen i Riverside 1966
- Citrus grandis 'Sweetie' – även känd som pomelit (se dock nedan)
- Citrus grandis 'Pomelit' – från 'Thong Dee'-sticklingar, Orlando i Florida 1947
- Citrus maxima × C. ×paradisi – oroblanko (variant av ovanstående)
- Citrus grandis 'Cuban Shaddock' – från Kuba (okänd härstamning)
- Citrus grandis 'Chandler' – korsning mellan "Siamese Sweet" (vit, utan syra) och "Siamese Pink" (syrlig), framtagen i Kalifornien 1961
- Citrus grandis 'Jaffa Red Pomelo' – variant av ovanstående, odlad i Israel
- Citrus grandis 'Shatian' (PO51) och "Tambun White" (PO52) – i kommersiell odling i Malaysia
- Citrus grandis 'Mato Buntan'  – förd från södra Kina till Taiwan runt år 1700, senare därifrån till Japan
- Citrus grandis 'Reinking' – utvecklad i Kalifornien
- Citrus grandis 'Honey' – kinesisk variant, odlad i minst 500 år i Pinghe
- Citrus grandis 'Valentine' – ny variant framtagen i Riverside (University of California)
- Citrus grandis 'Ugli' – korsningar mellan pompelmus, (sur) apelsin och mandarin
- Citrus grandis 'Sarawak' – ibland känd som tahitisk pompelmus
- Citrus grandis 'Da Xanh' – från Vietnam
- Citrus grandis 'Nam Roi' – från Ninh Minh-distriktet i Vietnam

## Synonymer

### Svenska trivialnamn
- pomelo
- honungspomelo
- pink/red pomelo
- adamsäpple[15]
- paradisäpple[1]

### Engelska trivialnamn
- Pomelo
- Pummelo[5]
- Shaddock (efter en kapten James Shaddock som ska ha fört frukten från Malaysia till Barbados[6][5])

### Artnamn
- Aurantium maximum Burman
- Aurantium decumanum (Linnaeus) Miller
- Citrus ×aurantium f. grandis (Linnaeus) Hiroe
- Citrus ×aurantium subsp. decumana (Linnaeus) Tanaka
- Citrus ×aurantium var. decumana Linnaeus
- Citrus ×aurantium var. grandis Linnaeus
- Citrus costata Rafinesque
- Citrus decumana (Linnaeus) Linnaeus
- Citrus grandis (Linnaeus) Osbeck
- Citrus grandis var. pyriformis (Hasskarl) Karaya
- Citrus grandis var. sabon (Siebold ex Hayata) Hayata)
- Citrus kwangsiensis Hu
- Citrus medica subf. pyriformis (Hasskarl) Hiroe
- Citrus obovoidea Yu. Tanaka
- Citrus pampelmos Risso
- Citrus pompelmos Risso
- Citrus pyriformis Hasskarl
- Citrus sabon Siebold ex Hayata.